# Buddhista vegetarianizmus
A buddhista vegetarianizmus az etikus vegetarianizmus különböző fajtáira vonatkozik a különböző buddhista iskolákban. A théraváda irányzat szerint Buddha engedte a szerzetesek számára, hogy egyenek disznót, csirkét vagy halat, amennyiben meggyőződtek arról, hogy az állat nem számukra lett megölve. Ugyanebben az irányzatban úgy tartják, hogy a tiltott húsok közé tartozik az ember, elefánt, tehén, ló, kutya, macska, oroszlán, tigris, medve, leopárd hús illetve meztelencsiga. A vadzsrajána irányzatban nem minden esetben tiltják a hús fogyasztását. A mahájána irányzatban általában előírás a vegetáriánus étrend, ugyanis úgy tartják, hogy Buddha arra kérte az ő követőit, hogy ne egyék meg más érző lények húsát.

## Különböző iskolák és hagyományok nézetei
A vegetarianizmussal kapcsolatban eltérnek az egyes buddhista iskolák nézetei. Vannak irányzatok, amelyek nem tiltják a hús fogyasztását. A buddhizmusban az első fogadalom az élet kioltásától való tartózkodás. Egyes buddhisták értelmezése szerint ez azt jelenti, hogy a buddhistáknak nem szabad húst enniük, mások szerint nem erről van szó. A mahájána szútrákra hivatkozva az irányzat követői például nem esznek semmilyen húst.

### A théraváda nézet szerint
Az Anguttara-nikája Szukhamala-szuttájában (AN 3.38) Gautama Buddha úgy jellemzi a családját, mint amely képes nem vegetáriánus ételt nyújtani a szolgák számára is. Miután Gautama elérte a megvilágosodást elfogadott minden ételt, amit alamizsnaként adtak neki, tehát a húst is, azonban egy történetben sem említik, hogy a hétéves aszkéta időszaka alatt húst fogyasztott volna.
Manapság a következő részletet szokták idézni, amely megengedi a hús fogyasztását a követők számára, amennyiben az állatot nem kifejezetten az ő kedvükért vágták le:
|  | „… Én azt tanítom, hogy három esetben nem szabad elfogyasztani a húst: ha látták, hallották, sejtik. Ebben a három esetben nem szabad elfogyasztani a húst, így tanítom. És azt tanítom, hogy három esetben szabad elfogyasztani a húst: ha nem látták, nem hallották, nem sejtik. Ebben a három esetben szabad elfogyasztani a húst, így tanítom. —Dzsívaka-szutta, MN 55 - Vekerdi József fordítása” |
|  | |

Ugyanebben a szuttában Buddha azt tanítja a szerzetesek és az apácák számára, hogy minden válogatás nélkül fogadják el a számukra jó szándékkal felajánlott ételt, köztük a húst is. Ezzel szemben a Vaniddzsa-szuttában (AN 5.177) a hússal való kereskedésről azt mondja, hogy az helytelen életvitelnek számít.
|  | „Szerzetesek, a világi követőim ötféle üzlettel ne foglalkozzanak. Melyik öt? A fegyverekkel, az emberekkel, a húsokkal, a mérgezőszerekkel és a bódítószerekkel kapcsolatos tevékenységek. Ez az az ötféle üzlet, amellyel a világi követőim ne foglalkozzanak.” |
|  | |

Szigorú értelemben véve ez nem étrendi szabályzat. Buddha egy alkalommal kifejezetten elutasította Dévadatta ajánlatát, hogy a szerzetesi közösségben (szangha) bevezessék a vegetarianizmust.
A Szutta-nipáta (Khuddaka-nikája) egyik szuttájában (Amagandha-szutta) egy vegetáriánus brahmin szembeszáll Kasszapa Buddhával (egy Gautama Buddha előtti korból származó buddha) a húsevés gonoszságával kapcsolatban. Kasszapa Buddha felsorolja a morális szennyeződéseket okozó cselekedeteket, majd a szöveg végén kiemeli, hogy a hús fogyasztása nem egyenlő azokkal a cselekedetekkel. ("... ez a szennyeződéseket okozó bűz, nem a húsfogyasztás").
"[a]z élet elvétele, a verés, a megsebzés, a megkötözés, a lopás, a hazugság, a megtévesztés, a haszontalan tudás, a házasságtörés; ez a bűz. Nem a húsfogyasztás." (Amagandha-szutta).
Akadtak egyházi szabályzatok, amelyek megtiltották tízféle hús fogyasztását: ember, elefánt, ló, kutya, kígyó, oroszlán, tigris, leopárd, medve és hiéna. Azért ezek, mert ezeket az állatokat ingerli a saját fajtájuk szaga, vagy azért, mert ezen húsok fogyasztása rossz fényt vet a szanghára.
A théraváda kánonba tartozó Dzsátaka meséknek nem tulajdonítanak ugyanakkora (tanbeli) jelentőséget, mint Buddha példabeszédeinek – az tényszerűségként kezeli a húsfogyasztást, amely az ősi buddhista társadalom természetes része volt.

### A mahájána nézet szerint
A mahájána Nirvána-szútra története szerint Gautama Buddha arra kérte követőit, hogy ne egyenek semmilyen fajta húst vagy halat, illetve mossák meg az olyan vegetáriánus ételeket, amelyek hússal érintkeztek. A szerzetesek és az apácák számára azt is tiltotta, hogy a húsos ételekből megegyék a nem húsos részeket. Az ilyen ételek teljes egészét vissza kell utasítani.
Sabkar Cödruk Rangdrol a Sabkar élete, egy tibeti jógin életrajza című művében a következőket írja:
|  | „Mindenekelőtt folyamatosan edzened kell a tudatodat, hogy bódhicsittával teli szerető és együtt érző ember legyél. Fel kell hagynod a húsevéssel, mert nagyon rossz dolog megenni a szülő érzőlényeink húsát.” |
|  | |

Az Angulimálíja-szútra (nem tévesztendő össze a páli kánonban található Angulimála-szuttával) következő párbeszédében Buddha és Mandzsusrí a húsevésről beszélgetnek:
|  | „Mandzsusrí azt kérdezte, “A buddhák a tathágata-garbha miatt nem esznek húst?” Az Áldott azt felelte, “Mandzsusrí, ez így van. Nincs egyetlen élőlény sem a kezdet és vég nélküli szamszárában, aki még ne lett volna az édesanyánk vagy a nővérünk. Még valakinek a kutyája is korábban valaki apja volt, mivel az érzőlények világa olyan mint egy táncos. Emiatt a saját húsunk és mások húsa egyazon hús, így a buddhák nem esznek húst.” |
|  | |

### Kína, Korea, Vietnám és Tajvan
Kínában, Koreában és Vietnámban a szerzetesektől elvárják, hogy ne fogyasszanak húst. Tajvanban sem az egyházi, sem a világi követők nem esznek semmilyen állati eredetű ételt, sőt bizonyos erős zamatú zöldségeket sem, úgy mint fokhagyma, kínai hagyma, bűzös husáng, mogyoróhagyma és győzedelmes hagyma.

### Japán
Japánba Kínából érkezett a buddhizmus Koreán keresztül a 6. században. A 9. században Szaga japán császár rendeletben tiltotta be húsfogyasztás, kivéve a halakat és a madarakat. Ez maradt Japánban az étkezési szokás egészen a 19. századig, amikor megjelentek bizonyos európai szokások a szigeten. A 12. században a tendai szekta néhány szerzetese új iskolákat alapított (zen, Tiszta Föld), amelyekben nem fektettek nagy hangsúlyt a vegetarianizmusra. A mai nicsiren-buddhizmusban megmaradt ez a szokás, jóllehet az iskolaalapító Nicsiren maga vegetáriánus volt. A Kúkai által alapított singon szekta ajánlja a vegetarianizmust és esetenként meg is követeli.

### Tibet
Tibetben, azokon a területeken, ahol kevésbé volt elérhető a zöldség és a szarvásztiváda Vinaját használták, ott ritka volt a vegetarianizmus. Azonban a dalai láma, a karmapa és más nagy rangú lámák előadásaik során mindig felhívják a közönségük figyelmét, hogy ha tehetik ne egyenek húst. Az élet szentsége ellenére a tibeti emberek az egészségük miatt a vegyes étrendet részesítik előnyben. A tibeti orvoslásban például kihangsúlyozzák a szél, a slejm és az epe testnedvek arányainak fontosságát, amely szerint a hús nélküli étrend fáradékonysághoz vezet. A 18. századi tibeti vallási vezető, Dzsigmé Lingpa azt tanácsolta a tibeti buddhizmus gyakorlóinak, hogy húsfogyasztás előtt mondjanak imát, hogy a hús a tányérjukban megtisztuljon azáltal, hogy hozzájárulnak ahhoz, hogy az állat egy szerencsésebb újjászületésben részesüljön. Úgy tartották ez elegendő ahhoz, hogy kedvező kapcsolat alakuljon ki az állat és az elfogyasztója között.